# علاقة رامبرج أوسقود
ظهرت معادلة رامبرج أوسقود لوصف العلاقة غير الخطية بين الإجهاد والتشوه - أي منحنى الإجهاد - التشوه — في المواد بالقرب من نقاط الخضوع بها. ويعد الأمر مهمًا كثيرًا بالنسبة للمعادن التي تتصلب بالتشويه اللدن (انظر التصلد الانفعالي) الذي يظهر انتقالاً سلسًا من المرونة إلى اللدونة.
وتأتي معادلة التشوه (التشويه) في شكلها الأصلي كما يلي:
{\displaystyle \epsilon ={\frac {\sigma }{E}}+K\left({\frac {\sigma }{E}}\right)^{n}}
حيث
{\displaystyle \epsilon } هي التشوه،
{\displaystyle \sigma } هي الإجهاد،
{\displaystyle E} هي معامل يونغ،
{\displaystyle K} و{\displaystyle n} ثوابت تعتمد على المادة محل الدراسة.
يكون الحد الأول على الجانب الأيمن مساويًا للجزء المرن من التشوه، بينما يعبر الحد الثاني، {\displaystyle {\sigma }/{E}\,}، عن الجزء اللدن، والمعاملات {\displaystyle \ K({\sigma }/{E})^{n}}، تعبر عن الجزء اللدن، بينما تصف المعاملات {\displaystyle K} و{\displaystyle n} سلوك التصلب للمواد. بتوفير مقاومة خضوع المواد {\displaystyle \sigma _{0}}، وتحديد معامل جديد، {\displaystyle \alpha }، مرتبط بـ {\displaystyle K} كالتالي: {\displaystyle \alpha =K({\sigma _{0}}/{E})^{n-1}\,}، يمكن كتابة الحد أقصى اليمين كما يلي:
{\displaystyle \ K\left({\frac {\sigma }{E}}\right)^{n}=\alpha {\frac {\sigma _{0}}{E}}\left({\frac {\sigma }{\sigma _{0}}}\right)^{n}}
بالاستعاضة في التعبير الأول، يمكن كتابة معادلة رامبرج - أوسقود كما يلي:
{\displaystyle \epsilon ={\frac {\sigma }{E}}+\alpha {\frac {\sigma _{0}}{E}}\left({\frac {\sigma }{\sigma _{0}}}\right)^{n}}

## سلوك التصلب وإزاحة الخضوع
في الشكل الأخير من معادلة رامبرج - أوسقود، يعتمد سلوك تصلب المواد على ثوابت المادة {\displaystyle \alpha \,} و{\displaystyle n\,}. ووفقًا لعلاقة قانون الطاقة بين الإجهاد والتشوه، فإن نموذج رامبرج - أوسقود يشير إلى وجود التشوه اللدن حتى في أدنى مستويات الإجهاد. ولكن بالنسبة لمستويات الإجهاد المنطبقة والقيم شائعة الاستخدام لثوابت المواد {\displaystyle \alpha } و{\displaystyle n}، فإن التشوه اللدن يظل ضئيلاً مقارنة بالتشوه المرن. بينما تزيد على الجانب الآخر، مستويات الإجهاد الأعلى من {\displaystyle \sigma _{0}}، بطريقة تدريجية لتصبح أعلى من التشوه المرن.
يمكن رؤية قيمة {\displaystyle \alpha {\frac {\sigma _{0}}{E}}} باعتبارها إزاحة خضوع، كما هو موضح في الشكل 1. وينشأ ذلك عن الحقيقة {\displaystyle \epsilon =(1+\alpha ){{\sigma _{0}}/{E}}\,}, عندما {\displaystyle \sigma =\sigma _{0}\,}.
وعلى هذا النحو (انظر الشكل 1):
التشوه المرن عند الخضوع = {\displaystyle {{\sigma _{0}}/{E}}\,}
التشوه اللدن عند الخضوع = {\displaystyle \alpha ({\sigma _{0}}/E)\,} = إزاحة الخضوع
القيم شائعة الاستخدام بالنسبة إلى {\displaystyle n\,} هي ~5 أو أعلى، على الرغم من الحصول عادة على قيم أدق بملاءمة بيانات الشد (الانضغاط) التجريبية. ويمكن أيضًا العثور على قيم {\displaystyle \alpha \,} بوسائل ملاءمتها للبيانات التجريبية على الرغم من أنه بالنسبة لبعض المواد، يمكن تثبيتها للحصول على إزاحة خضوع مساوية لقيمة الانفعال المقبولة المقدرة بقيمة 0.2%، مما يعني ما يلي:
{\displaystyle \alpha {\frac {\sigma _{0}}{E}}=0,002}

## اقرأ أيضا
- خضوع (خواص المواد)
- حد خضوع
- تجربة شد